# Gare de Brighton
La gare de Brighton (en anglais : Brighton railway station), est une gare ferroviaire du Royaume-Uni, des lignes de Londres-Victoria à Brighton (en), de Brighton à Southampton (en) et de Brighton à Hastings (en). Située au centre-ville, c'est la gare principale de Brighton, dans le Sussex de l'Est sur la côte Sud de l'Angleterre.
Elle est mise en service en 1840 par la Ligne de Londres à Brighton (en). Elle est un monument classé Grade II*.

## Situation ferroviaire
Établie à 43 mètres d'altitude, la gare de Brighton est l'aboutissement de la ligne de Londres-Victoria à Brighton (en) et l'origine des lignes de Brighton à Southampton (en) et de Brighton à Hastings (en).
C'est une gare en Cul-de-sac.

## Histoire
La gare terminus de Brighton est mise en service le 21 septembre 1841 par la Compagnie du chemin de fer de Londres à Brighton (en) lorsqu'elle ouvre à l'exploitation sa ligne de Londres à Brighton (en). L'important bâtiment de la gare, dû à l'architecte David Mocatta, est achevé pour l'ouverture de la ligne.

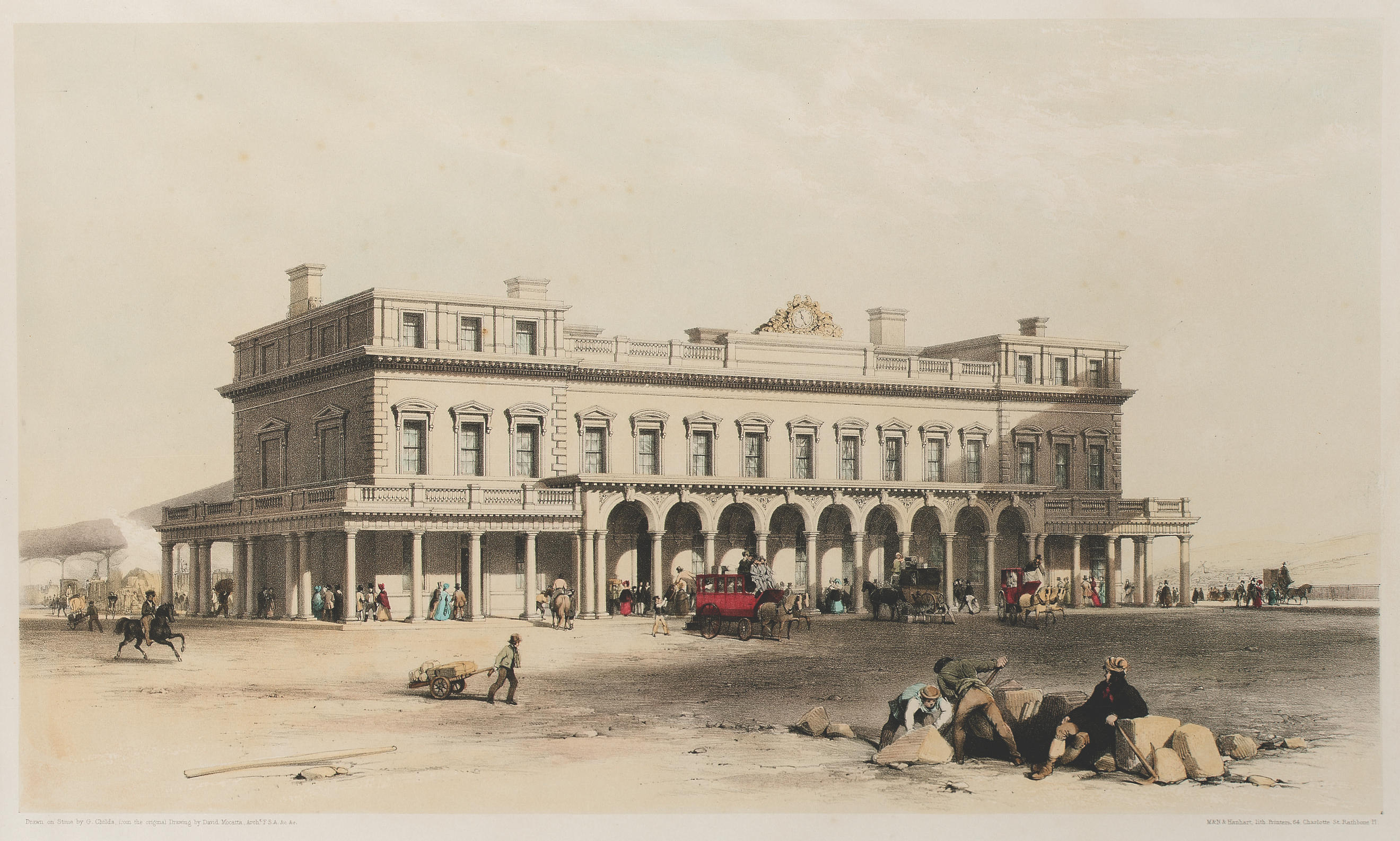
La gare de Brighton en 1841.